# Vransko jezero (Dalmacija)
Vransko jezero ili Vrana u sjevernoj Dalmaciji, jezero i kriptodepresija sjeveroistočno od Pakoštana. Najveće je jezero u Hrvatskoj.
Jezero Vrana se po Odluci Vlade Republike Hrvatske o popisu voda I. reda svrstava u prirodna jezera.

## Opis
Dugo 13,6 km, široko prosječno 2,2 km, duboko 3,9 m, obuhvaća 30,16 km². Vodu dobiva iz nekoliko izvora i potoka Skorobića, a otječe ponorima i umjetnim kanalom Prosikom, koji ga spaja s Pirovačkim zaljevom. Vodostaj mu u toku godine koleba prosječno 0,95 m, maksimalno 2 m. Jezero je zapravo krško polje ispunjeno vodom.
Na jezeru je ribogojilište, a jezero se koristi i za ribolov.
Spada u Park prirode Vransko jezero.

## Poveznice
- Park prirode Vransko jezero
- Vransko jezero (Cres)
- Kotarka, rijeka koja se ulijeva u jezero